# Nactus acutus
Espèce
Nactus acutus est une espèce de geckos de la famille des Gekkonidae.

## Répartition
Cette espèce est  endémique de Papouasie-Nouvelle-Guinée. Elle se rencontre dans les Louisiades et à  Woodlark.

## Étymologie
Le nom spécifique acutus vient du latin acutus, aigu, aiguisé, tranchant, vif, pointu, en référence à l'aspect de ce saurien.

## Publication originale
- Kraus, 2005 : The genus Nactus (Lacertilia: Gekkonidae): a phylogenetic analysis and description of two new species from the Papuan Region. Zootaxa, n. 1061, p. 1-28.